# Heiligtum von Nideggen-Abenden
Das Heiligtum von Nideggen-Abenden ist ein römerzeitliches Matronenheiligtum beim Ortsteil Abenden der Gemeinde Nideggen im Kreis Düren. Im Heiligtum wurden nach den Inschriftenfunden im 1. und 2. Jahrhundert die Matronae Veteranehae verehrt.

## Befund
Im archäologischen Umfeld des Heiligtums gibt es eine Konzentration von römischen Landgütern und mit diesen in Verbindung stehenden metallverhüttende Betriebstätten des 2. bis 4. Jahrhunderts. Ein größeres Areal wurde in den 1950er Jahren an mehreren Fundstätten südlich des Ortsteils Berg ergraben.
Am westlichen Abhang und Ausläufer des „Kirchbergs“, einem schmalen bewaldeten Bergrücken (geologischer Untergrund Trias-Buntsandstein), oberhalb der Rur und des Guts Lüppenau fanden 1977 in der Flur „Kirchbusch“ Spaziergänger erste Altarfragmente mit Inschriften. Diese Inschriften wurden 1981 veröffentlicht. Im Herbst 1983 wurde das zum Düstal abfallende Areal prospektiert und in sechs Plana aufgedeckt. Festgestellt werden konnten der Grundriss eines Gebäudes und ein eingefriedeter Hof, die sich direkt unter der Schicht des Waldbodens fanden. Weitere Gebäude wie ein Tempel wurden bisher nicht festgestellt, gleichwohl die Fundkonzentration von Altarfragmenten 35 m nordwestlich des Gebäudes auf weitere bauliche Strukturen mit kultischer Funktion, beziehungsweise auf eine bauliche Ausweitung der Anlage schließen lassen können.

### Gebäude
Der rechteckige Grundriss mit nordöstlicher Ausrichtung (9,20 × 4,20 m) befindet sich im östlichsten Teil des Grabungsareals. Die Grundmauern zeigen eine Höhe von 0,86 m bis 1,05 m und sind direkt auf den Sandsteinuntergrund aus Bruchsandstein aufgemauert und an der Nordseite keilförmig um den Geländeabfall auszugleichen. Die erhaltenen 0,5 m starken Mauern sind aus 5–17 cm breiten Sandsteinblöcken gegeneinander gestellt gesetzt mit geglätteter Schauseite, die Zwischenräume sind mit Bruchstein und Kiesel verfüllt und teilvermörtelt. An den Ecken waren massive Quader als Ecksteine gesetzt die bei zwei erhalten blieben. Die Nordostecke ist gestört und das Mauerwerk an der Westseite weist eine 1,36 m lange Verlängerung auf mit einem Eckstein als Abschluss. An der Westseite befindet sich ein 2,20 m breiter Eingang. Im Innenraum wurde keine Hinweise auf einen angelegten Boden gefunden, zeigt jedoch an zwei Stellen Verkohlungen die Feuerstellen anzeigen. Des Weiteren sind Gefäßscherben und Ziegelfragmente gefunden, sodass unter Vergleich mit anderen Fundorten es sich mutmaßlich beim Gebäude um einen ziegelgedeckten Fachwerkbau handelt der auf seinem Sandsteinsockel aufgebaut war.

### Hof
In sechs Metern Entfernung westlich des Gebäudes schloss sich ein nahezu quadratisch angelegter rechteckiger Hof (9,30 × 9,10 m) der an allen Seiten durch vier Sandsteinpfeiler im regelmäßigen Abstand von 2,40 bis 2,83 m eingezäunt war. Die rechteckige Form (20 × 26–40 × 50 cm Grundfläche; 44–74 cm Höhe) anhand der Rekonstruktion aus Fragmenten findet sich die Form in anderen Anlagen der Region (Tempelbezirk von Pesch) wieder. Die rechteckigen Einschnitte an der Oberkante der Pfeiler weist sie als typisch für römische Zaunpfähle aus. An der Westseite zeigt der abweichende Abstand zwischen zwei Pfeilern mit 1,72 m diesen als Eingang der Anlage an. Der Boden der Innenfläche bestand aus rotgelben humosen Sand, Geröll und zahlreichen Altarfragmenten, zudem fanden sich über die Fläche verteilte Funde von Bronzemünzen. Keramikscherben wurden konzentriert am Eingang außerhalb der Anlage gefunden. Des Weiteren wurden in der Innenfläche große Sandsteinquader als Basis für die Aufstellung der Matronensteine angesprochen. Neben dem Eingang wurde die Basis eines quadratischen Säulenschuhs gefunden und ein geschupptes Säulenfragment daneben. Schuppensäulen fanden sich ebenfalls in der Anlage von Pesch als Teil der Jupiterverehrung, sodass sich dieser Fund als Votiv deuten lässt.

## Funde
An materiellen Funden wurden neben den in der Masse fragmentierten Matronensteinen im Hof eine spätneolithische geflügelte Pfeilspitze aus Feuerstein gefunden. Weitere Funde im Kontext der Errichtung und des Betriebs der Anlage waren eher unspezifische Metallgegenstände, Münzfunde und Keramiken.

### Altäre
Lediglich ein Altar ist bei den Grabungen nördlich des Gebäudes vollständig erhalten und in guten Zustand überliefert gefunden worden. Anhand von gefundenen Fragmenten von 53 Polsterpaaren und 54 Sockelfragmenten waren in der Anlage mindestens 54 Matronensteine aufgestellt. Von den inschriftlichen Fragmenten lassen sich weitere Weihungen für die Matronae Veteranehae ergänzen. Diese Umstände lassen die Anlage als (zentralen) Kultort anzeigen neben den älter belegten Fundorten der Veteranehae in den Nidegger Ortsteilen Wollersheim (3 Belege) und Embken (9 Belege) die seit der Auffindung in spätantiken Gräbern als Spolien gelten und mit Frank Biller mit hoher Wahrscheinlichkeit ursprünglich vom Fundort Abenden stammten. Die Abendener Altarfragmente belegen eine Varianz der Altartypen vom schlichten Typ (Sockel, Inschriftentafel, Gesims mit Voluten/Polster, Aufsatz und Opferschale) bis zur artifiziell ausgestalteteren Form mit figuralem Matronenrelief und Ädikula.
Ein in drei Zeilen erhaltenes Inschriftenfragment eines Ädikulaaltars (Ma[tronis] / Tla[3] / et Ve[teranehis]) zeigt an, dass durch das Erscheinen der Veteranehae in der dritten Zeile mit vorgesetztem et ein Votivstein vorliegt, der zwei Matronendreiheiten geweiht war, sodass nach Biller neben den Veterenehae in Abenden weitere, zumindest eine weitere Matronengruppe verehrt wurde.

### Münzen
Den Schwerpunkt der Münzfunde bilden drei Münzen von Hadrian, sechs von Antoninus Pius und drei von Marc Aurel. Die Münzfunde wurden fast zur Gänze im Hof gemacht lediglich eine Münze stammt vor dem „Eingang“ des Hofs; ein As aus der Zeit von Claudius Gothicus möglicherweise in Mailand geprägt. Startmünze der Reihe ist ein augusteischer As aus der Prägestätte Lyon aus der Zeit von 10 bis 3 v. Chr., die Endmünze ist eine Prägung Marc Aurels für Faustina aus der Zeit von 161 bis 176 n. Chr. geprägt in Rom.

### Metallfunde
Unter den Funden aus Metal wurden als Teil einer Frauentracht eine kleine (3,2 × 1,2 cm) kupferne Scharnierfibel (Frühform des Typs Hofheim VI a) aus der Zeit um 100 n. Chr. gemacht, deren Scharnierachse aus Eisen gegossen wurde. Der Bügel zeigt bei trapezförmigen Querschnitt wellenförmige Verzierungen der vom Kopf her zum Fuß schmaler werdend verläuft. Der abgesetzte Fuß endet in einem halbplastischen Zierkopf. Nadelhalter dreieckig, weitgewölbte viereckige an der Spitze abgebrochene Nadel. Der Abstand zwischen Nadel und Bügel beträgt 1,3 cm.
Zwischen kleinteiligen Funden wie Nägel über das gesamte Areal hinweg wurden im Gebäude ein tordierter Bügel mit spiralförmig aufgewickelten Ende als mutmaßlicher Teil eines Kappzaumzeugs gefunden sowie eine Eisenstange, die möglicherweise als Bratspieß diente.

### Keramik
An Keramiken wurden mehrheitlich rauwandige Ware, Terra sigillata, Firnisware sowie in minderer Zahl glattwandige- und Belgische Ware gefunden deren Herstellung in die zweite Hälfte des 2. Jahrhunderts bis teilweise ins anfangende 3. Jahrhundert datiert wird. Des Weiteren wurden Fragmente der Dachziegel gefunden mit erhaltenen Wischzeichen.